# Joel Sánchez (labdarúgó, 1989)
Joel Sánchez (Arequipa, 1989. június 11. –) perui labdarúgó, az  Universidad San Martín de Porres középpályása.

## Sikerei, díjai
Peru
- Copa América
  - bronzérmes: 2015